# Котангенс хиперболични
Котангенс хиперболични је непарна, монотоно опадајућа функција, чији домен се креће у вредностима (-∞,0) и (0,∞), а кодомен (-∞,-1) и (1,∞). Дефинише се као:
{\displaystyle \operatorname {ctgh} (x)={\frac {\operatorname {cosh} (x)}{\operatorname {sinh} (x)}}={\frac {e^{x}+e^{-x}}{e^{x}-e^{-x}}}}
Функција има три асимптоте: x = 0, и y = ±1.